# Blepharodon minimum
Blepharodon minimum är en oleanderväxtart som beskrevs av R. E. Woodson. Blepharodon minimum ingår i släktet Blepharodon och familjen oleanderväxter. Inga underarter finns listade i Catalogue of Life.